# (2750) Loviisa
(2750) Loviisa es un asteroide que forma parte del cinturón de asteroides y fue descubierto por Yrjö Väisälä el 30 de diciembre de 1940 desde el Observatorio de Iso-Heikkilä, en Turku, Finlandia.

## Designación y nombre
Loviisa se designó inicialmente como 1940 YK.
Más adelante, en 1983, fue nombrado por la localidad finesa de Loviisa.

## Características orbitales
Loviisa está situado a una distancia media de 2,213 ua del Sol, pudiendo acercarse hasta 2,047 ua y alejarse hasta 2,378 ua. Su inclinación orbital es 5,173 grados y la excentricidad 0,07486. Emplea 1202 días en completar una órbita alrededor del Sol.

## Características físicas
La magnitud absoluta de Loviisa es 13,2. Está asignado al tipo espectral S de la clasificación SMASSII.